# Goce Smilevski
Œuvres principales
La liste de Freud
Goce Smilevski (en macédonien : Гоце Смилевски), né en 1975 à Skopje, est un écrivain macédonien.

## Biographie
Smilevski suit des études à l'université Saints-Cyrille-et-Méthode de Skopje, à l'université Charles de Prague et à l'université d'Europe centrale de Budapest.
Son premier roman, Разговор со Спиноза (Conversation avec Spinoza), paru en 2002, obtient le prix du roman macédonien de l'année en 2003. Son second roman, Сестрата на Зигмунд Фројд, paru en 2009 et traduit en français sous le titre La liste de Freud est récompensé par le Prix de littérature de l'Union européenne en 2010.
Le roman dont le titre original de l'ouvrage est La sœur de Freud est développé à partir d'un fait réel : lors de l'Anschluss en mars 1938, Freud obtient, grâce à plusieurs interventions diplomatiques, l'autorisation de quitter l'Autriche, accompagné d’une quinzaine de personnes de son choix. Il laisse ses quatre sœurs à Vienne qui mourront dans le camp de concentration de Theresienstadt. De nombreux retours en arrière racontent les relations de sa sœur Adolphina avec Sigmund et évoquent les théories du célèbre théoricien de la psychanalyse.
Goce Smilevski dit avoir « voulu redonner la parole à ces femmes condamnées au silence et à l'oubli ». Il ne donne pas les raisons de la décision de Freud.
La sortie du roman en France est accompagnée d'une polémique, « une levée de boucliers des disciples du grand homme ». La critique la plus virulente étant la tribune d'Élisabeth Roudinesco dans Le Monde des livres, dans laquelle l'historienne de la psychanalyse contredit la thèse du refus délibéré de Freud d’emmener ses sœurs avec lui en exil mise en avant par Goce Smilevski et qualifie son livre d'« aberrant, mal fagoté et rempli de poncifs ». C'est également l'avis de Janine Abécassis pour qui le livre est « une imposture littéraire ».
Pour Zéna Zalzal en revanche, le roman est « dense, poignant, érudit et cruel comme la vie peut l’être, en particulier au cours de certaines périodes de l’histoire ». L'Obs parle de « roman fascinant ».

## Œuvres
- Разговор со Спиноза (Conversation avec Spinoza) publié en 2002.
- Сестрата на Зигмунд Фројд, publié en 2009, traduit en français en 2011 sous le titre « La liste de Freud » aux Éditions Belfond.